# The Struggle for Mozambique
The Struggle for Mozambique, in der deutschen Übersetzung Kampf um Mozambique, ist ein unter der posthumen Autorschaft Eduardo Mondlanes 1969 veröffentlichtes Werk, in dem Mondlanes Erlebnisse von seiner Ernennung zum ersten Frelimo-Präsidenten im Jahr 1962 bis zum Jahr vor seiner Ermordung geschildert werden. Die Beschreibungen des Einflusses der Kolonialherrschaft auf die mosambikanische Gesellschaft, des Ursprungs der antikolonialen Bewegungen, der Entwicklung des Befreiungskampfes der Frelimo und ihrer internen Konflikte gelten als erste historiografische Darstellung dieser Zusammenhänge. Als ‚Grundstein‘ für die Geschichtsschreibung Mosambiks hat das Buch die historische Forschung stark beeinflusst. The Struggle for Mozambique erschien drei Monate nach Mondlanes Tod im Mai 1969 in englischer Sprache im britischen Penguin Books Verlag. Übersetzungen des Werkes erschienen in mehreren Sprachen, u. a. in der Bundesrepublik 1970 im März-Verlag (Frankfurt am Main) und in der DDR 1973 im SED-Parteiverlag Dietz (Berlin).

## Werk

### Veröffentlichungskontext

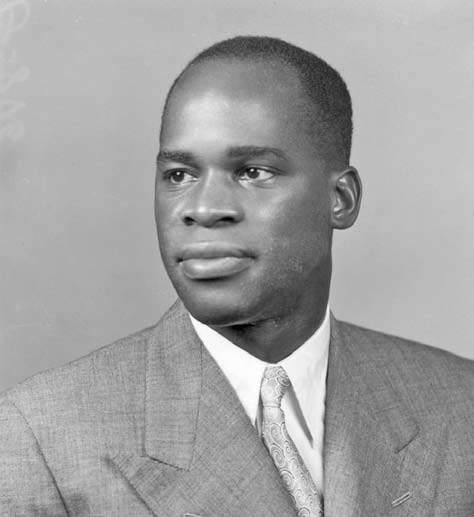
The Struggle for Mozambique erschien im Mai 1969 unter posthumer Autorschaft des Frelimo-Vorsitzenden Eduardo Mondlane

The Struggle for Mozambique wurde aus Textentwürfen Mondlanes für das von ihm begonnene Buch, aus Berichten und Interviews nachträglich von Frelimo-Mitarbeitern der Informations- und Propagandaabteilung in Daressalam zusammengestellt, wobei der Umfang der redaktionellen Überarbeitung nicht bekannt ist. Paratextuell wird eine vollständige Autorschaft Mondlanes suggeriert, eine redaktionelle Bearbeitung wird nicht angezeigt.
Obwohl das Werk als ‚Autobiografie‘ und ‚Lebensgeschichte‘ gekennzeichnet ist, hat es stark propagandistischen Charakter. Konzipiert wurde es für ein internationales Publikum mit dem Ziel, Aufmerksamkeit und Unterstützung für den Befreiungskampf zu gewinnen. Es reiht sich damit ein in die lange Liste von Veröffentlichungen für diese Zielgruppe, produziert von der Informations- und Propagandaabteilung der Frelimo, deren Auslandskommunikation entscheidend für den Aufbau des internationalen Solidaritätsnetzwerks der Frelimo war. Mehr denn je war Ende der 1960er-Jahre der Zeitgeist geprägt von der 68er-Bewegung – vor allem den Protesten der Studierendenbewegungen, die der Frelimo und ihren Zielen gewogen waren. Mit diesem Werk sollte nicht nur um Solidarität geworben werden, sondern es sollte als ‚politisches Manifest‘ den revolutionären Charakter der Frelimo betonen, ihr Legitimation verleihen, um weltweit die Vision des mosambikanischen Nationalismus als radikales Modernitätsversprechen bekannt zu machen. Dieses Ziel konnte am besten mit einer englischsprachigen Veröffentlichung bei einem großen Verlagshaus wie Penguin Books erreicht werden.
Diese Intention von The Struggle for Mozambique wird zudem durch den Umstand illustriert, dass eine Veröffentlichung für die mosambikanische Bevölkerung in portugiesischer Sprache selbst offenbar nicht vorgesehen war; die erste portugiesische Übersetzung unter dem Titel Lutar por Moçambique erschien erst 1975 in Lissabon. Inwiefern das Buch in Mosambik zirkulierte, ist nicht bekannt. Es finden sich Auszüge der portugiesischen Übersetzung des Werkes in verschiedenen Zeitungen und Zeitschriften des Landes, u. a. 1976 in der Tageszeitung Notícias, 1981 erneut in der Notícias und 1989 in der Wochenzeitschrift Tempo. Die erste in Mosambik veröffentlichte portugiesische Übersetzung des Werkes erschien erst 1995, nach Ende der Frelimo als Staatspartei, veröffentlicht vom Centro de Estudos Africanos in Maputo.

### Aufbau und Inhalt
The Struggle for Mozambique gliedert sich inhaltlich in zwei Teile: „Under Portugal“ thematisiert und analysiert in vier Kapiteln die Kolonisierung Mosambiks mit Blick auf die politischen, sozialen und wirtschaftlichen Auswirkungen auf die mosambikanische Gesellschaft: 1) Colonization – The Tradition, 2) Social Structure – Myth and Fact, 3) Education and Submission und 4) The Economics of Exploitation.
Darauf baut der zweite Teil („Towards Independence“) auf, in dem in sechs Kapiteln die Geschichte des mosambikanischen Widerstandskampfes bis zum Zeitpunkt der Veröffentlichungsgegenwart dargestellt wird wie auch anschließend die politische Vision des zukünftigen Mosambiks, was dem Werk den Charakter eines Manifests gibt: 5) Resistance – The Search for a National Movement, 6) Consolidation, 7) The War, 8) The New Mozambique, 9) International Relations und 10) The Future. Eine Einleitung und ein Nachwort rahmen die Darstellung ein.
Diese Struktur und dieser Aufbau lassen auf eine strategische Narrativierung schließen, die den politischen Intentionen der Frelimo Ausdruck verleiht. Durch die lineare Erzählkonstruktion dient die anfangs ausführliche Darstellung der Unterdrückung und Ausbeutung durch die Kolonialmacht als Grundlage und Rechtfertigung der anschließend dargestellten Gründung der Frelimo als vereinte mosambikanische Unabhängigkeitsbewegung und des begonnenen Unabhängigkeitskrieges gegen Portugal.
Auf diese Weise wird die Geschichte Mosambiks mit der Geschichte der Frelimo verbunden bzw. mit ihr gleichgesetzt. Dies begründet sich im Selbstverständnis der Frelimo als alleinige und einzige Vertreterin des mosambikanischen Volkes und dem damit verbundenen exklusiven Anspruch auf Geschichtsschreibung und dem Recht, Nation, Narrativ und Identität zu definieren. Diese inhaltliche Anordnung des Werks unterstreicht ebenso die eigens entwickelte Vision des „Modernisierungsnationalismus“ marxistischen Charakters, insbesondere im Kontrast zu anderen afrikanischen Nationalismen. Die eigene Erfahrung der Unterdrückung und des Leids durch den Kolonialismus sowie des Befreiungskampfes werden hier metanarrativ zur Grundlage der mosambikanischen Identität erklärt. Trotz der im Werk deutlich erkennbaren politischen Radikalisierung von Duktus und Rhetorik kann hier noch nicht wirklich von einer marxistischen Ideologie gesprochen werden, wie sie sich ab 1970 bei der Frelimo manifestiert. Im Großen und Ganzen ist das Werk, laut Costa, vor allem als antikolonial einzuschätzen.

### Erzählstruktur
Als ‚Autobiografie‘ leitet Eduardo Mondlane selbst als Erzähler erster Person durch das gesamte Buch mit einer je nach Thema zwischen dezidiert wissenschaftlich und persönlich-emotional changierender Tonalität. Die persönliche Erzählform Mondlanes – nicht zu vergessen bereits vor Erstveröffentlichung verstorben und somit gewissermaßen im auktorialen Jenseits – verleiht ihm damit die Rolle eines ‚Vaters der mosambikanischen Nation‘ und Helden auf dem Weg zur Unabhängigkeit Mosambiks.
Insgesamt lassen sich anhand des Werkes bereits Versuche einer Mythifizierung der Person Eduardo Mondlane erkennen, dessen Heroisierung in den späteren Jahren stärker wurde. Seine Biographie ist stark auf die Zeit in Mosambik fokussiert, seine lange Zeit im Ausland wird im Buch nicht erwähnt. Die Suche nach der ‚Einheit Mosambiks‘ lässt sich als das Leitmotiv des Werks ausmachen, der ‚Architekt der Einheit‘ Mondlane illustriert die Herausforderungen dieser historischen Entwicklung. Zentral ist dabei seine Feststellung, dass der mosambikanische Nationalismus ein Produkt der europäischen Kolonisation und nicht etwaiger primordialer, ethnischer Verbundenheit sei. Die angestrebte Einheit sei in der kollektiven Erfahrung der Unterdrückung und Ausbeutung durch die Kolonialmacht begründet, als ‚territoriale Gemeinschaft‘ mit ‚psychologischer Kohärenz‘.

## Rezeption
The Struggle for Mozambique war für lange Zeit die einzige im Ausland verfügbare – und bewusst weit verbreitete – und zitierte Darstellung portugiesischer Gewaltverbrechen während des mosambikanischen Unabhängigkeitskrieges (u. a. des Massakers von Mueda). The Struggle for Mozambique war für die Frelimo eine erfolgreiche und bedeutende Veröffentlichung, sowohl in einer historiografischen als auch in politischer Dimension: Insbesondere aufgrund der Verschränkung beider Dimensionen mit dem Ziel, die Frelimo in ihrer Gründung und ihrem Bestehen zu legitimeren, ihren Alleinvertretungsanspruch in Mosambik zu unterstützen und ihre Macht auszubauen.
Als erstes englisches Buch eines portugiesischsprachigen afrikanischen Nationalisten erzielte es enormen Erfolg. Laut Georgi Derluguian erreichte es die anvisierte Zielgruppe: „seine Analyse des kolonialen Mosambik und der Politik der Frelimo hinterließ tiefen Eindruck bei vielen westlich erzogenen und ausgebildeten Lesern, von Kommunisten bis hin zu Mainstream-Liberalen“ („its analysis of colonial Mozambique and Frelimo’s politics deeply impressed a wide range of Western-educated readers ranging from communists to mainstream liberals“). Der amerikanische Afrikawissenschaftler Colin Darch schrieb 1981: „The Struggle for Mozambique [...] war von größter Bedeutung, um die Aufmerksamkeit der Welt auf den Kampf des mosambikanischen Volkes zu lenken und die Unterstützung der progressiven Kräfte für diesen Kampf zu mobilisieren. Es bleibt ein grundlegendes Dokument für die Untersuchung und Analyse der Natur des portugiesischen Kolonialismus in Mosambik und der Ursprünge der FRELIMO.“
Relevant ist das Werk auch in der Hinsicht, dass es angesichts der vermutlich geringeren Verbreitung der Frelimo-eigenen Zeitschriften wie Mozambique Revolution für viele sich im Ausland mit der Befreiungsfront solidarisierende Menschen wahrscheinlich den ersten Kontakt mit einer Frelimo-Veröffentlichung darstellte und damit entscheidend zum Aufbau des Unterstützungs- und Solidaritätsnetzwerks beigetragen haben kann. Insbesondere in den skandinavischen Ländern warb die Frelimo erfolgreich um Unterstützung für ihren Kampf, was sich bspw. auch an der Verbreitung und Übersetzung von The Struggle for Mozambique ins Dänische, Finnische, Norwegische und Schwedische zeigt.

## Comic-Adaption als „Moçambique por Eduardo Mondlane“
Im Januar 1984 veröffentlichte der mosambikanische Staatsverlag Instituto Nacional do Livro e do Disco eine Comic-Adaption des Werkes unter dem Titel Moçambique por Eduardo Mondlane der Autorin und Zeichnerin Helana Motta. Der Comic erschien als dritter Band der 1981 begründeten neuen Comic-Reihe „Banda Desenhada“. Er basiert auf dem 1969 veröffentlichten Werk The Struggle for Mozambique und ist aufgrund seines avantgardistischen Charakters und der narrativen Komplexität für den mosambikanischen Kontext der 1980er Jahre herausragend. Für den Zeitpunkt bzw. -raum der Veröffentlichung des Comics lässt sich keine rezipierende Quelle nachweisen und das Werk scheint gewissermaßen ‚vergessen‘ worden zu sein, bis 2021 der erste wissenschaftlichen Beitrag zum Werk überhaupt erschien.
Die Adaption der Autorin orientiert sich in Aufbau und Inhalt in großen Teilen am Original, viele der Textpassagen sind wortwörtlich entnommen. Obwohl der Bezug zu Mondlanes Werk außer Frage steht, wird dieser nicht explizit im Paratext erwähnt. Die erste bekannte portugiesischsprachige Übersetzung unter dem Titel Lutar por Moçambique erschien 1975 in Lissabon und muss der Autorin als Grundlage gedient haben. Die mosambikanische Adaption Moçambique por Eduardo Mondlane erschien so vor der ersten mosambikanischen Ausgabe von Lutar por Moçambique im Jahr 1995. Die Autorin musste somit keinen expliziten Bezug auf das Original nehmen, da dieses in Mosambik nicht im Umlauf war, was ihr erlaubte, Inhalt, Aufbau und Erzählung zu adaptieren. Die Adaption folgt grob der Struktur von The Struggle for Mozambique und nutzt alle historischen Kapitel bis etwa 1968: Zunächst wird die Kolonisierung der mosambikanischen Bevölkerung thematisiert (Kapitel 1 bis 4), danach die Entwicklung des antikolonialen Widerstands bis zum Befreiungskrieg (5 bis 6). Das siebte Kapitel des Comics ist dagegen inhaltlich komplett losgelöst von The Struggle for Mozambique.
Moçambique por Eduardo Mondlane basiert zwar auf Eduardo Mondlanes The Struggle for Mozambique, die Autorin und Zeichnerin Helena Motta historisiert die Erzählung des Originals jedoch in ihrer Adaption und stellt dabei Mondlande selbst in den Mittelpunkt. Das Werk als Ganzes – Erzählstruktur, Inhalt, visuelle Darstellung – dient der Mythifizierung Eduardo Mondlanes als ‚Vater der Nation‘ und seinem Vermächtnis der ‚mosambikanischen Einheit‘.

## Bibliographie
- Originalausgabe:
  - The Struggle for Mozambique (= Penguin African library AP28). Penguin, Harmondsworth 1969, ISBN 978-0-14-041028-0.
  - The Struggle for Mozambique. Zed Press, London 1983, ISBN 978-0-86232-016-4. (mit einem Vorwort von John S. Saul und biographischen Abriss zu Mondlane von Herbert Shore)
- Portugiesischsprachige Ausgaben:
  - Lutar por Moçambique. Livraria Sá da Costa Editora, Lissabon 1975. (übersetzt von Maria da Graça Forjaz)
  - Lutar por Moçambique (= Colecção Nosso Chão). Centro de Estudos Africanos, Maputo 1995.
- Portugiesischsprachige Comic-Adaption:
  - Helena Motta: Moçambique por Eduardo Mondlane. Instituto Nacional do Livro e do Disco, Maputo 1984.
- Deutschsprachige Ausgaben:
  - Kampf um Mozambique. März Verlag, Frankfurt am Main 1970. (übersetzt von Heidi Reichling, Stefan Rössel und Burkhard Bluem)
  - Kampf um Moçambique. Dietz Verlag, Berlin 1973. (lizenzierter Nachdruck der Ausgabe des März Verlages)
- Weitere Übersetzungen
  - Chinesisch: 为莫桑比克而斗争. 上海人民出版社, Shanghai 1976.
  - Dänisch: Kampen mod Portugal i Mocambique. Samleren, Kopenhagen 1971. (übersetzt von Vibeke Weitemeyer)
  - Finnisch: Mosambikin taistelu. Demo, Helsinki 1969.
  - Französisch:Mozambique: De la colonisation portugaise a la liberation nationale. Edition L’Harmattan, Paris 1979, ISBN 978-2-85802-104-8.
  - Japanisch: アフリカ革命=モザンビクの闘争. 理論社, 東京, 1971.
  - Norwegisch: Kampen om Moçambique. Gyldendal Norsk Forlag, Oslo 1970. (übersetzt von Haakon Børde)
  - Russisch: Борьба за Мозамбик. Издат. Наука, Moskau 1972.
  - Schwedisch: Kampen för Moc̦ambique. Rabén & Sjögren, Stockholm 1969. (übersetzt von Olof Hoffsten, Vorwort von Tore Linné Eriksen)